# Offensive sur Rafah
Cet article concerne l'offensive terrestre israélienne de 2023-2024 dans la bande de Gaza. Pour la guerre subséquente, voir Guerre à Gaza depuis 2023.
Guerre à Gaza depuis 2023
Batailles
Chronologie
- 2023
- 2024

Engagements militaires
- Attaque du Hamas contre Israël
  - Réïm
  - Sdérot
  - Sufa
  - Zikim
- Guerre Israël-Hezbollah
  - Invasion israélienne du Liban
- Invasion israélienne de la bande de Gaza
  - Beit Hanoun
  - Siège de Gaza
    - Hôpital Al-Shifa
    - Shuja'iyya

  - Khan Younès
- Incursions israéliennes en Cisjordanie
- Rafah

Attaques et massacres
- Festival de musique de Réïm
- Netiv HaAsara
- Alumim
- Be'eri
- Ein Hashlosha
- Holit
- Kfar Aza
- Kissoufim
- Nahal Oz
- Nir Oz
- Nirim
- Nir Yitzhak
- Camp de Jabaliya
  - Attaque du 31 octobre
- Al-Shati
- Tour Hajji
- Évacuations de Gaza
- Poste de frontière d'Erez
- Hôpital Al-Ahli Arabi
- École de l'UNRWA
- Église Saint-Porphyre
- Convoi médical d'Al-Shifa
- Camp d'Al-Maghazi
- École Al-Buraq
- Massacre de la farine
- Tel al-Sultan

Débordement
- Implication des Houthis
  - Attaques de Taba et Nuweiba
  - Détournement du Galaxy Leader
  - Opération Gardien de la prospérité
  - Attaque du Maersk Hangzhou
  - Frappes au Yémen
  - Opération Aspides
- Attaques des bases américaines au Proche-Orient
  - Tour 22
  - Bombardements du 3 février 2024
- Assassinat de Saleh al-Arouri
- Conflit Iran-Israël
  - Damas
  - Bombardements d'avril 2024
  - Bombardements d'octobre 2024

Voir aussi
- Crise humanitaire
- Enlèvements
- Blocus de la bande de Gaza
- Crimes de guerre
- Pertes humaines
- Évacuations
  - Nord de la bande de Gaza
- Couverture médiatique
- Réactions internationales
- Manifestations
- Anti-palestinisme
- Islamophobie
- Antisémitisme

L'offensive sur Rafah est une offensive lancée par Israël dans la ville de Rafah, la zone la plus méridionale de la bande de Gaza, dans le cadre de l'offensive terrestre israélienne faisant suite à l'attaque du Hamas le 7 octobre 2023. À la suite d'une attaque au mortier du Hamas à Kerem Shalom, qui a tué trois soldats israéliens, Tsahal entre dans la ville le 6 mai 2024, prenant le contrôle du poste-frontière de Rafah. La ville est rasée par l'armée israélienne après sa conquête.

## Contexte
En  février 2024, le Premier ministre israélien Benjamin Netanyahou a annoncé son intention d'envahir la ville de Rafah où s'entassent 1,4 million de réfugiés palestiniens et a intensifié ses frappes aériennes en conséquence.
Rik Peeperkorn, représentant de l'Organisation mondiale de la santé dans les territoires palestiniens occupés, met en garde contre une éventuelle attaque de la ville de Rafah par Tsahal, l'armée de l'État d'Israël. Il déclare alors lors d'un point-presse All eyes on Rafah (« tous les yeux sont tournés vers Rafah »). l'expression est reprise par plusieurs organisations avant de devenir un cri de ralliement lors de manifestations,.
Israël affirme que pour atteindre son objectif de destruction du Hamas, il faut anéantir les « derniers bataillons encore présents dans la ville ».
Le 6 mai 2024, Israël ordonne l'évacuation des Palestiniens de quartiers de Rafah « vers la zone humanitaire élargie d'al-Mawasi ». L'ordre est donné à la suite d'une attaque au mortier du Hamas à Kerem Shalom, qui a tué trois soldats israéliens.

## Opération
Le 6 mai, avant et pendant l'offensive, l'aviation israélienne frappe Rafah à au moins 50 reprises. Le footballeur Mahmoud Osama Al-Jazzar est tué lors d'un de ses bombardements. Dans la journée, lors d'une invasion limitée, Tsahal entre dans la banlieue de Rafah et s'approche du poste-frontière de Rafah et de la frontière égyptienne violant ainsi le traité de paix entre l'Égypte et Israël,. Selon l'armée israélienne, 20 hommes armés du Hamas sont tués au cours de l'opération et trois tunnels importants sont découverts au cours de l'opération, en plus de la destruction d'un véhicule chargé d'explosifs,. Le matin du 7 mai, Israël s'empare du poste-frontière. Celui-ci est depuis fermé au passage de véhicules d'aide humanitaire. Le Hamas bombarde le poste-frontière de Kerem Shalom depuis Rafah. Selon le ministre de la Défense israélien, Yoav Gallant, l’opération ne s’arrêtera que si le Hamas est éliminé ou les otages libérés. La brigade Guivati s'empare séparément de la partie de la route Salah ad-Din, à l'est de Rafah, au cours d'une opération nocturne.
Selon Haaretz, le contrôle du passage sera confié à une entreprise privée et l'opération limitée est destinée à exercer une pression sur le Hamas. John Kirby, coordinateur des communications stratégiques du Conseil de sécurité nationale à la Maison-Blanche, confirme l'opération mesurée d'Israël et affirme qu'elle vise à empêcher la contrebande d'armes et d'argent dans la bande de Gaza, tout en permettant la reprise des négociations pour la libération des otages et la mise en place d'un cessez-le-feu.
Le 23 mai 2024, le porte-parole de Tsahal, Daniel Hagari, déclare : « jusqu'à présent, nous avons tué plus de 180 terroristes dans la ville ».
Le 24 mai 2024, l'aviation israélienne bombarde le bunker souterrain du commandant de la brigade de Rafah, Mohammed Shabana (he), sans être sûr d'être parvenu à le tuer.
Le 26 mai 2024, Tsahal bombarde le camp de réfugiés Tel al-Sultan. Le bombardement tue au moins 45 personnes, et en blesse 249. Des images du bombardement sont publiées sur les médias sociaux, dont une vidéo d'un homme portant le corps d'un enfant dont la tête est arrachée. Ce bombardement est largement condamné à l'international.
Le même jour, un échange de tirs à lieu à la frontière entre Rafah et l'Égypte, lors duquel un militaire égyptien est tué.
Selon des témoignages d'habitants, les chars et les véhicules blindés de Tsahal sont entrés dans le centre de Rafah le 28 mai, opérant près de la mosquée al-Awda tandis que des soldats affrontent des combattants du Hamas autour du sommet de Zurub où ils s'étaient postés ces derniers jours. Des véhicules terrestres sans pilote sont également déployés. Tsahal maintient également les bombardements dans le quartier de Tel al-Sultan. Au cours de la journée, les soldats de la brigade Nahal auraient découvert des puits de tunnel, capturé des armes et tué de nombreux combattants au cours de l'opération. Les forces israéliennes ont également avancé dans le quartier de Tel al-Sultan, tout en déployant la brigade Bislamach sous le commandement de la 162e division à Rafah.
Le 28 mai, un nouveau bombardement contre un camp de réfugiés fait 21 morts. Le Croissant-Rouge palestinien annonce le 30 mai la mort de deux de ses secouristes, tués dans « une frappe israélienne directe » contre une ambulance.
Fin mai, les forces israéliennes, avec notamment des chars, atteignent le centre de Rafah avec le contrôle du rond-point d'al-Awda et de la colline de Zoroub.
Le 6 juin, l'armée israélienne bombarde une école de l’Unrwa, tuant 37 personnes qui y étaient réfugiées, dont une majorité de femmes et d'enfants,. L’armée israélienne a revendiqué cette attaque aérienne qui selon elle a permis d’éliminer « plusieurs terroristes ».

## Conséquences humanitaires
À la fin du mois de mai, tous les hôpitaux sont hors service à cause des bombardements. L'ONU qualifie la situation à Rafah d'« enfer sur terre ».
Début juin, plus d'un million de personnes ont été déplacées de force de Rafah après plusieurs semaines d'offensive israélienne.

## Réactions internationales
La communauté internationale met en garde contre une crise humanitaire encore plus grande en cas d'offensive sur Rafah.
Le 12 février 2024, l'Afrique du Sud dépose une nouvelle requête devant la Cour internationale de justice (CIJ), pointant que l'offensive israélienne prévue à Rafah « constituerait une violation grave et irréparable de la Convention sur le génocide »,.
L'Égypte, préoccupée par une éventuelle crise des réfugiés, renforce la sécurité à sa frontière et entame la construction d'une zone fortifiée dans le Sinaï pour accueillir un éventuel afflux de déplacés.
Le 6 mai 2024, la France rappelle « sa ferme opposition à une offensive israélienne sur Rafah », rappelant que « le déplacement forcé d’une population civile constitue un crime de guerre au sens du droit international ».
Dans le même temps, les États-Unis réaffirment qu'une invasion de Rafah serait une « erreur » sans un « plan humanitaire crédible et applicable » pour protéger les civils qui s'y abritent. Le 20 avril, la Chambre américaine des représentants adopte un grand plan d'aide de 26 milliards de dollars dédiés au conflit à Gaza. Sur cette somme, 15 milliards sont consacrés à l'aide militaire israélienne, 9 milliards à l'aide humanitaire et 2,4 milliards aux opérations militaires américaines dans la région.
Le gouvernement américain propose début juin un plan de paix comprenant le retrait pour six semaines de l'armée israélienne de certains secteurs de Gaza et la libération d'otages. Le Hamas déclare considérer « positivement » la proposition américaine mais le gouvernement israélien la refuse. D'après le Wall Street Journal, les pressions de l'administration américaine auraient cependant eu pour conséquence de contraindre Tel-Aviv à modifier son plan initial d’offensive. Selon le journal, le gouvernement israélien prévoyait initialement de raser la ville, avant de céder aux pressions et de se contenter de raids sur Rafah.
Le 24 mai 2024, un arrêt de la CIJ ordonne à Israël de mettre fin à l'offensive militaire sur Rafah. Cependant, d'après deux des juges l'ayant voté et les deux juges s'y étant opposés, cet arrêt n'empêche pas Israël de poursuivre ses opérations militaires à Rafah « du moment qu'il remplit ses obligations vis-à-vis de la Convention sur le génocide » et qu'il n'amène pas « des conditions de vie susceptibles d'entraîner [la] destruction physique de tout ou partie » des Palestiniens de Gaza,.

## Réactions en Israël
Le ministre israélien des Finances Bezalel Smotrich appelle dans un discours public à la « totale annihilation » de Rafah pour « effacer le souvenir d'Amalek ».
L'historien Omer Bartov, spécialisé dans l'étude de la Shoah, a déclaré que l'offensive sur Rafah, l'avait amené a révisé sa vision de la guerre à Gaza, dont il réfutait jusqu'alors la nature génocidaire : « Cette attaque contre le dernier refuge de la population gazaouie [...] trahit aussi l’objectif ultime d’Israël depuis le tout début du conflit : rendre l’entièreté de la bande de Gaza inhabitable et réduire sa population à tel état d’impuissance qu’elle se verrait vouée à l’extinction ou chercherait par tous les moyens à fuir ce territoire ravagé. »